# Лејк Ворт (Флорида)
Лејк Ворт (енгл. Lake Worth) град је у америчкој савезној држави Флорида. По попису становништва из 2010. у њему је живело 34.910 становника.

## Демографија
Према попису становништва из 2010. у граду је живело 34.910 становника, што је 223 (0,6%) становника мање него 2000. године.
| Група             | 2000.          | 2010.          |
| Белци             | 16.884 (48,1%) | 13.291 (38,1%) |
| Афроамериканци    | 6.627 (18,9%)  | 6.917 (19,8%)  |
| Азијати           | 262 (0,7%)     | 335 (1,0%)     |
| Хиспаноамериканци | 10.437 (29,7%) | 13.834 (39,6%) |
| Укупно            | 35.133         | 34.910         |